# National Conference of Christians and Jews
Die National Conference of Christians and Jews (NCCJ) war eine US-amerikanische Organisation, die von 1927 bis 1998/2005 bestand und sich für ein tolerantes Zusammenleben von Christen und Juden, für Verständnis, Respekt und Gemeinschaftssinn einsetzte.
Sie wurde 1927/28 gegründet, um auf antikatholische Stimmungen im Präsidentenwahlkampf von Al Smith zu reagieren. Wichtige Führer waren der Geistliche Everett R. Clinchy, der bis 1958 Präsident war, die Sozialaktivistin Jane Addams und der Politiker Charles Evans Hughes. Mit der Bürgerrechtsbewegung in den 1960er Jahren zeigten sich Konflikte um die Wirksamkeit des Konzeptes.

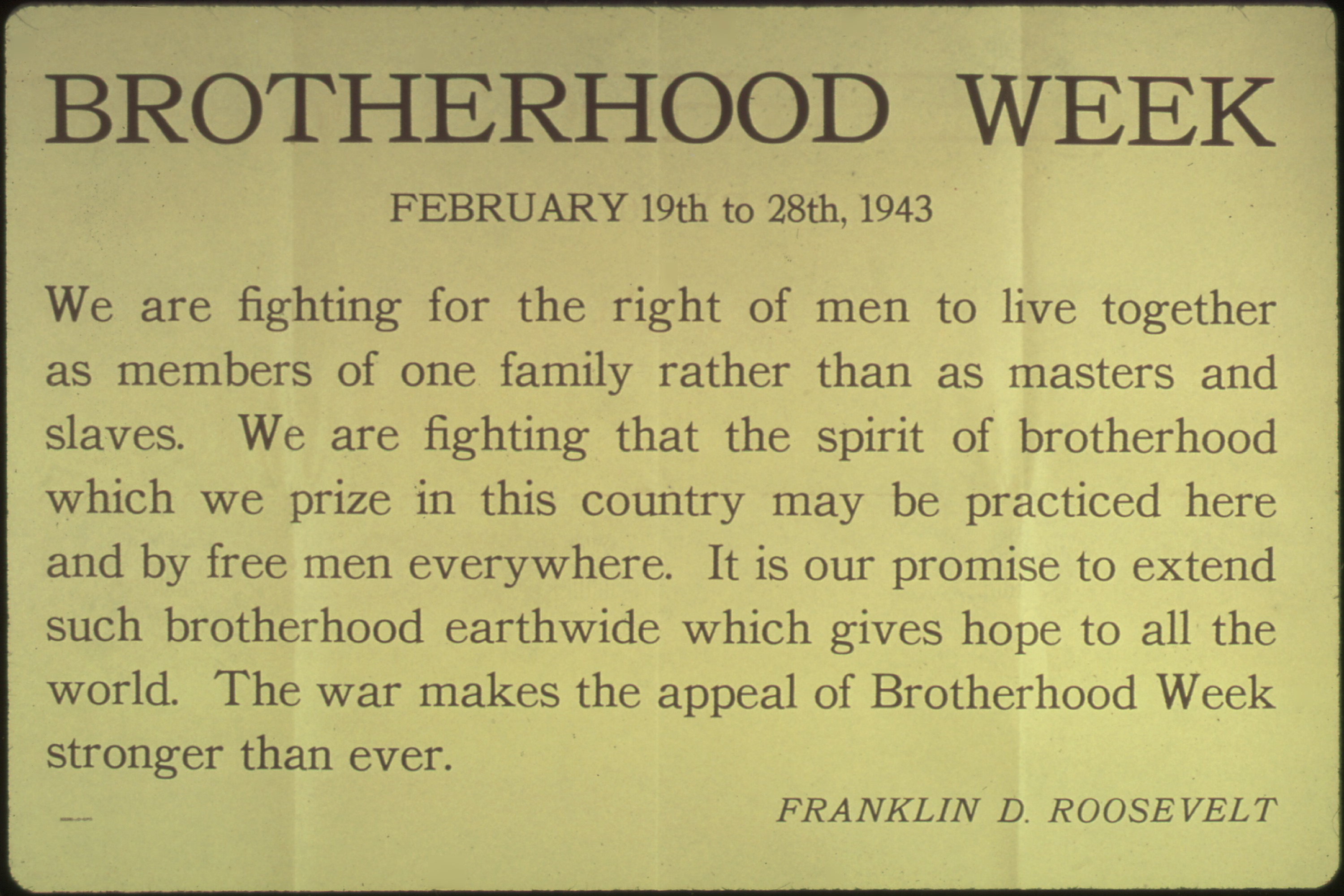
Präsident Roosevelt über die Brotherhood Week 1943

Zu den Aktivitäten gehörte der Tag (National Brotherhood Day) bzw. seit 1936 mit Unterstützung von US-Präsident F. D. Roosevelt die Woche der Brüderlichkeit, die vor allem von den 1930er bis in die 1950er Jahre Anklang fanden. Umfangreiche Erziehungsprogramme in den Schulen und Freizeiteinrichtungen wurden initiiert. Als Antwort auf Rassismus und Antisemitismus entstand eine Zusammenarbeit der NCCJ mit dem American Council on Education, um Vorurteile und Konflikte durch Bildung zu verringern, das Intergroup Education in Cooperating Schools Project. Die Pädagogin Hilde Taba entwickelte für das Projekt 1944 eine Grundlage, die 1945 als Democratic Human Relations veröffentlicht wurde, und leitete es von 1945 bis 1951 am Center for Intergroup Education an der University of Chicago. Bekannt wurde besonders das Tolerance Trio, eine Reisegruppe, die ab 1933 mit einem katholischen Priester, Rabbiner und protestantischen Geistlichen ein unterhaltsames Programm zeigte. Auch für die multikulturellen US-Streitkräfte war das Programm im Zweiten Weltkrieg wichtig.
Nach 1945 versuchte Clinchy die NCCJ als International Council of Christians and Jews (ICCJ) in Europa zu verbreitern, doch zeigten sich Vorbehalte wegen der rein religiösen Ziele und der antikommunistischen Ausrichtung. So trennten sich die Wege beider Organisationen wieder.
1977 gab es eine Reihe von Konferenzen zum Thema Holocaust, die zur National Holocaust Remembrance Week führten.
1998 wechselte die Organisation ihren Namen zu National Conference for Community and Justice, löste sich aber 2005 in regionale Nachfolgeeinrichtungen auf, da keine Finanzierung mehr bestand.
Tom Lehrer schrieb 1965 einen satirischen Song über die National Brotherhood Week, im Album That Was the Year That Was.

## Schriften
- Henry Friedländer, Sybil Milton: Holocaust: ideology, bureaucracy, and genocide, the San José papers. 1977 ISBN 978-0527638078